# Graham King
Graham King (Anglia, Egyesült Királyság, 1961. december 19. –) Oscar-díjas filmproducer, az Initial Entertainment Group független produkciós cég vezérigazgatója 1995 óta.

## Életpályája
Londonban nevelkedett, majd 1981-ben jutott el az Egyesült Államokba, ahol a Los Angeles-i University of Californián végezte tanulmányait. Karrierje a 20th Century Foxnál kezdődött, majd miután otthagyta a stúdiót, Cindy Cowannel megalapította az Initial Entertainment Group elnevezésű független produkciós- és forgalmazó céget 1995-ben. Első munkájuk a Dr. T és a nők volt 2001-ben, amit olyan filmek követtek, mint a 4 Oscar-díjat nyert Traffic és Michael Mann Ali című életrajzi alkotása. A 2002-es New York bandái óta King állandó munkatársa Martin Scorsesének, az Aviátor 2005-ben az Oscar-jelölést is meghozta. A következő évben 2 film került a mozikba kezei alól, mindkettőben Leonardo DiCaprio játszotta a főszerepet. A tégla és a Véres gyémánt is a közönség kedvencévé vált; előbbiért King Oscar-díjat vehetett át. 2007-re hét produkciója volt előjegyezve.

## Filmjei
- Dr. T és a nők (2000)
- Oltári fiúk (2002)
- Sivatagi szentek (2002)
- New York bandái (2002)
- Aviátor (2004)
- Jack és Rose balladája (2005)
- Befejezetlen élet (2005)
- A tégla (2006)
- Véres gyémánt (2006)
- Elsőszülött (2007)
- Next – A holnap a múlté (2007)
- Kertész az édenkertben (2007)
- Az ifjú Viktória királynő (2009)
- A sötétség határán (2010)
- Tolvajok városa (2010)
- Az utazó (2010)
- Rango (2011)
- Camelot (2011)
- A leleményes Hugo (2011)
- Rumnapló (2011)
- A vér és méz földje (2011)
- Éjsötét árnyék (2012)
- Az Argo-akció (2012)
- Z világháború (2013)
- Fiúk Jerseyből (2014)
- Az 5. hullám (2016)
- Szövetségesek (2016)
- Tomb Raider (2018)
- Delirium (2018)
- Bohém rapszódia (2018)
- Megbocsáthatatlan (2021)